# Municipio de Concord (Dakota del Sur)
El municipio de Concord (en inglés: Concord Township) es un municipio ubicado en el condado de Lake en el estado estadounidense de Dakota del Sur. En el año 2010 tenía una población de 112 habitantes y una densidad poblacional de 1,19 personas por km².

## Geografía
El municipio de Concord se encuentra ubicado en las coordenadas 44°3′58″N 97°18′35″O / 44.06611, -97.30972. Según la Oficina del Censo de los Estados Unidos, el municipio tiene una superficie total de 93.93 km², de la cual 93,93 km² corresponden a tierra firme y (0 %) 0 km² es agua.

## Demografía
Según el censo de 2010, había 112 personas residiendo en el municipio de Concord. La densidad de población era de 1,19 hab./km². De los 112 habitantes, el municipio de Concord estaba compuesto por el 100 % blancos. Del total de la población el 0 % eran hispanos o latinos de cualquier raza.